# Artur Wojdat
Artur Wojdat (Olsztyn, 20 maggio 1968) è un ex nuotatore polacco.
Specializzato nello stile libero ha vinto la medaglia di bronzo nei 400 m sl alle Olimpiadi di Seoul 1988.

## Palmarès
- Olimpiadi
  - Seoul 1988: bronzo nei 400 m sl.

- Mondiali
  - 1991 - Perth: bronzo nei 200 m e 400 m sl.

- Mondiali in vasca corta
  - 1993 - Palma di Majorca: argento nei 200 m sl.

- Europei
  - 1989 - Bonn: oro nei 400 m sl e argento nei 200 m sl.
  - 1991 - Atene: oro nei 200 m sl e argento nei 400 m sl.